# Laurentius Christophori Hornaeus
Laurentius Christophori Hornæus, född 1645 i Härnösand, död 27 april 1719 i Nordanåker i Ytterlännäs socken, var en svensk präst. Han spelade en framträdande roll i de omfattande häxprocesserna i Torsåker och Härnösand med flera orter i Ångermanland under det stora oväsendet 1668–76.

## Biografi
Laurentius Christophori Hornæus var född i Härnösand som son till borgaren och målaren Christoffer Larsson (död 1671) och Elisabeth Målares (d. 1674) samt bror till komminister Petrus Christophori Hornaeus. Han inskrevs vid Uppsala universitet 14 november 1667. Efter fem års studietid prästvigdes han 1672. Efter att han ”dagtingande med svärfadern om mågskap och efterträdande”, det vill säga gifte sig 1672 med pastor Olaus Erici Rufinius dotter Brita Olofsdotter Rufinia (1651-1730), blev han samma år komminister i Ytterlännäs församling efter sin svärfar, som avled samma år. Han var dock inte i kyrkoherde i själva pastoratet Torsåker, där istället Johannes Wattrangius var kyrkoherde 1670-1684.
Horneus har blivit förknippad med häxprocesserna i Torsåker och Ytterlännäs i Ångermanland 1674-1675, där han synes ha spelat en framträdande roll, och kallades ”den onde kaplanen”. 
Han deltog i arbetet med att utpeka misstänkta häxor och förhöra vittnen under häxprocessen. 
Hans egen hustru blev också misstänkliggjord: 
"Det förmäles, att under trolldomsväsendets dagar undersökningskommissionen befallt, att ett par gossar från Nordingrå, hvilka blifvit beryktade genom sina vittnesmål, skulle ställa sig vid kyrkdörren i Torsåker för att utpeka dem, som voro trollpackor och gjort Blàkullafärd.1 Därvid angaf den ene kapellanens hustru, men hon »tecknade» ögonblickligen pojken med en så kraftig örfil, att han stöp i backen och fann för godt att återtaga sin angifvelse mot herr Lars1 stränga hustru."
Han blev ökänd för att genom våld och hot tvinga barn att vittna.[källa behövs] 
Hans egen mor Elisabeth Målares blev dömd till döden som häxa i häxprocessen i Härnösand utan att han eller hans bror vittnade till hennes fördel.
Hornæus sökte utan framgång tjänst vid Ramsele pastorat år 1693. Han var närvarande vid prästmötet i Härnösand 1694. I augusti 1717 begärde han sin son Laurentius Hornæus junior (1682-1751) till hjälppräst under sin livstid och till efterträdare efter sin död, vilket beviljades av biskop och konsistoriet (Hdpr. 28/8 1717). Han bodde i Nordanåker och avled den 27 april 1719, efter 47 års tjänst i församlingen. Han begravdes i Ytterlännäs kyrka mellan altarpallen och sakristidörren. Hans sonson Jöns Hornaeus (1715-1778) är känd för sin krönika och skildring av häxprocessen i Torsåker.

## Fiktion
Hans roll i häxprocesserna avhandlas i romanform av Olof Fahlén i Dömd till yxa och bål (1985) och Eldens återsken (1986).